# Bernie Slaven
Bernard „Bernie” Joseph Slaven (ur. 13 listopada 1960 w Paisley) – piłkarz irlandzki grający na pozycji napastnika.

## Kariera klubowa
Karierę piłkarską Slaven rozpoczął w Greenock Morton. W 1981 roku zadebiutował w jego barwach w szkockiej First Division. W 1983 roku odszedł do Airdrieonians F.C., ale już niedługo potem został zawodnikiem Queen of the South. W obu tych zespołach rozegrał po dwa mecze. W trakcie sezonu 1983/1984 był jeszcze zawodnikiem Albion Rovers, z którym grał na boiskach Third Division.
W październiku 1985 roku Slaven przeszedł za 25 tysięcy funtów do angielskiego Middlesbrough F.C. Zadebiutował w nim 12 października 1985 w przegranym 0:1 wyjazdowym meczu z Leeds United. Od czasu debiutu był podstawowym zawodnikiem „Boro”. W 1986 roku spadł z nim z Division Two do Division Three. Pobyt w tej lidze trwał rok i w sezonie 1987/1988 ponownie grał w Division Two, a wiosną 1988 wywalczył awans do Division One. Był najlepszym strzelcem Middlesbrough w sezonie 1988/1989, jednak spadł z nim do Division One. W 1992 roku wywalczył z „Boro” poromocję do nowo utworzonej Premier League. Od 1985 do 1993 roku strzelił w Middlesbrough 119 bramek w 307 rozegranych meczach.
W marcu 1993 roku Slaven został piłkarzem Port Vale F.C, do którego trafił na zasadzie wolnego transferu. W 1993 roku zdobył z nim Football League Trophy i awansował z Division Two do Division One. W lutym 1994 roku odszedł do Darlington F.C. i w 1995 roku zakończył karierę piłkarską.
| Sezon   | Klub               | Kraj    | Rozgrywki       | Mecze | Bramki |
| ------- | ------------------ | ------- | --------------- | ----- | ------ |
| 1981/82 | Greenock Morton    | Szkocja | First Division  | 13    | 1      |
| 1982/83 | Greenock Morton    | Szkocja | First Division  | 8     | 0      |
| 1983/84 | Airdrieonians F.C. | Szkocja | First Division  | 2     | 0      |
| 1983/84 | Queen of the South | Szkocja | Second Division | 2     | 0      |
| 1983/84 | Albion Rovers      | Szkocja | Third Division  | 3     | 0      |
| 1984/85 | Albion Rovers      | Szkocja | Third Division  | 39    | 27     |
| 1985/86 | Middlesbrough F.C. | Anglia  | Division Two    | 32    | 8      |
| 1986/87 | Middlesbrough F.C. | Anglia  | Division Three  | 46    | 17     |
| 1987/88 | Middlesbrough F.C. | Anglia  | Division Two    | 44    | 21     |
| 1988/89 | Middlesbrough F.C. | Anglia  | Division One    | 37    | 15     |
| 1989/90 | Middlesbrough F.C. | Anglia  | Division Two    | 46    | 21     |
| 1990/91 | Middlesbrough F.C. | Anglia  | Division Two    | 46    | 16     |
| 1991/92 | Middlesbrough F.C. | Anglia  | Division Two    | 38    | 16     |
| 1992/93 | Middlesbrough F.C. | Anglia  | Premier League  | 18    | 4      |
| 1992/93 | Port Vale F.C.     | Anglia  | Division Two    | 10    | 2      |
| 1993/94 | Port Vale F.C.     | Anglia  | Division One    | 23    | 7      |
| 1993/94 | Darlington F.C.    | Anglia  | Division Three  | 11    | 2      |
| 1994/95 | Darlington F.C.    | Anglia  | Division Three  | 26    | 5      |

## Kariera reprezentacyjna
Pomimo że Slaven urodził się w Szkocji, to reprezentował barwy Irlandii. W reprezentacji zadebiutował w 1990 roku. W tym samym roku został powołany przez selekcjonera Jacka Charltona do kadry na Mistrzostwach Świata we Włoszech, jednak nie zagrał tam w żadnym meczu. Od 1990 do 1993 roku rozegrał w kadrze narodowej 7 meczów i zdobył jednego gola.